# Breitenworbis
Breitenworbis est une commune allemande située dans l'arrondissement d'Eichsfeld en Thuringe.

## Géographie

Situation de Breitenworbis dans l'arrondissement

Breitenworbis est située dans l'est de l'arrondissement, au sud des monts Ohm, à la limite avec l'arrondissement de Nordhausen. La ville est le siège de la Communauté d'administration d'Eichsfeld-Wipperaue et se trouve à 5 km à l'est de Worbis et à 22 km à l'est de Heilbad Heiligenstadt, le chef-lieu de l'arrondissement.
La commune est composée des deux villages de Breitenworbis et Bernterode.
Communes limitrophes (en commençant par le nord et dans le sens des aiguilles d'une montre) : Leinefelde-Worbis, Haynrode, Buhla, Sollstedt, Gerterode, Deuna, Gernrode et Kirchworbis.

## Histoire
Le site de Breitenworbis est habité dès l'âge du fer mais la première mention écrite date de 1238 sous le nom de Breytenworbetze. Le village a fait partie des domaines de l'Électorat de Mayence jusqu'à la sécularisation de 1803 et à son intégration dans la province de Saxe du royaume de Prusse en 1815 (arrondissement de Worbis), après avoir appartenu au royaume de Westphalie.

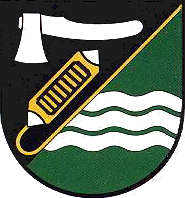
Blason de l'ancienne commune de Bernterode

En 1859, un très grave incendie détruit plus de 100 maisons. De 1905 à 1931, une mine de potasse est exploitée. La commune fait partie de la zone d'occupation soviétique de 1945 à 1949, elle est ensuite intégrée au district d'Erfurt (arrondissement de Worbis) dans la RDA.
En 2001, l'autoroute A 38 est ouverte entre Breitenworbis et Leinefelde. La commune de Bernterode bei Worbis est intégrée au territoire de Breitenworbis en 2009.

## Démographie
Commune de Breitenworbis dans ses limites actuelles :
| 1910  | 1925  | 1933  | 1939  | 1995  | 2000  | 2005  | 2010  |
| ----- | ----- | ----- | ----- | ----- | ----- | ----- | ----- |
| 4 217 | 4 514 | 4 401 | 4 363 | 4 138 | 3 781 | 3 700 | 3 502 |

Commune de Breitenworbis avant 2009 :
| 1910  | 1925  | 1933  | 1939  | 1995  | 2000  | 2005  |
| ----- | ----- | ----- | ----- | ----- | ----- | ----- |
| 2 575 | 2 707 | 2 625 | 2 560 | 2 567 | 2 297 | 2 323 |

Commune de Bernterode avant 2009 :
| 1885  | 1910  | 1925  | 1933  | 1939  | 1995  | 2000  | 2005  |
| ----- | ----- | ----- | ----- | ----- | ----- | ----- | ----- |
| 1 269 | 1 642 | 1 807 | 1 776 | 1 803 | 1 571 | 1 484 | 1 377 |